# Novotroick
Novotroick è una città della Russia europea sudorientale, compresa nella oblast' di Orenburg.

## Geografia fisica
Si trova nella parte centro-orientale della oblast' presso il confine con il Kazakistan, nel pedemonte uraliano meridionale, 315 chilometri a sudest di Orenburg. L'agglomerato urbano si estende sulla riva destra del fiume Ural.

## Storia
Le origini della città datano all'inizio del XX secolo, quando nell'area dell'attuale città si trovavano parecchi insediamenti agricoli, i maggiore dei quali erano Novotroick, Sil'nov, Akkermanovskij, Chabarnyj, popolati da contadini provenienti dalle altre zone dell'Impero russo.
L'intera area ebbe un rapido sviluppo industriale a partire dal 1929, anno in cui iniziò lo sfruttamento del grande giacimento di minerali di titanio, manganese, cromo di Chalilovskoe. Nel decennio successivo venne costruito, pur con ritardi e sospensioni dei lavori, un grande kombinat metallurgico per la raffinazione e la lavorazione dei minerali estratti.
La città venne fondata ufficialmente nell'aprile del 1945 dall'accorpamento di tutti gli insediamenti della zona, mantenendo il nome di Novotroick.

## Economia
Anche al giorno d'oggi la base economica della città è data dall'industria; a Novotroick è presente un grosso impianto della compagnia mineraria Ural'skaja Stal', conosciuto come Kombinat metallurgico di Orsko-Chalilovskoe.

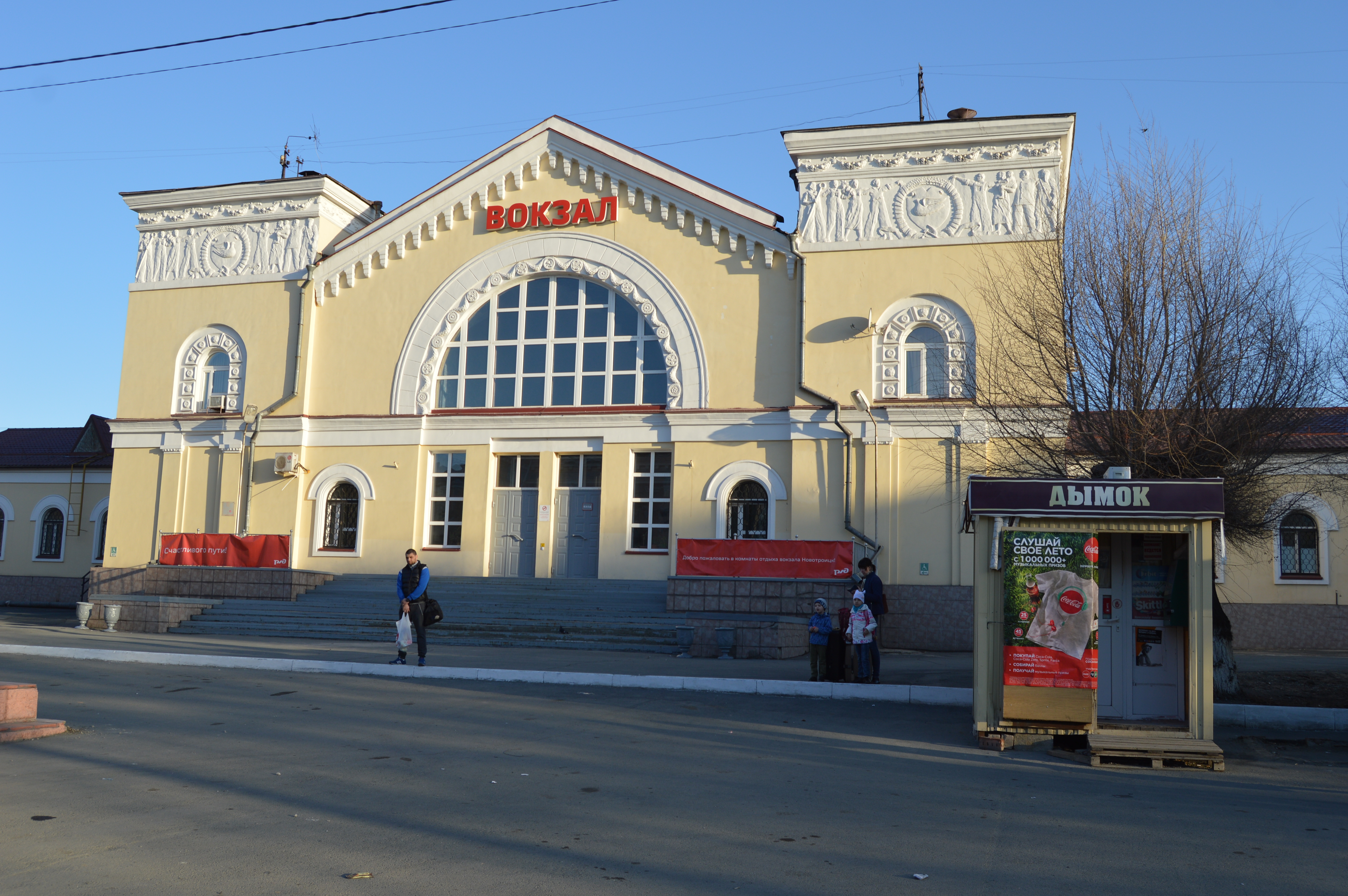
Stazione ferroviaria

Di notevole pregio è anche la stazione ferroviaria locale, la quale ha rappresentato un importante elemento per l’economia locale.